# Uhlbach (Bühler)
Der Uhlbach ist ein über 4 km langer Bach im nordöstlichen Baden-Württemberg, der beim Hof Spitzenberg in der Gemeinde Bühlerzell im Landkreis Schwäbisch Hall von rechts und Osten in die Bühler mündet.

## Geographie

### Verlauf
Der Uhlbach entsteht im südöstlichen Gemeindegebiet von Bühlerzell inmitten des Schönbronner Holzes zwischen Mangoldshausen im Westen und Röhmen im Osten aus mehreren kleinen Wasserrinnen, die sommers oft trockenfallen. Die mündungsfernste Quelle liegt gewöhnlich ungefähr am Südknick einer oberhalb von Nordwesten zulaufenden kleinen Mulde auf etwa 475 m. Dieser Ast läuft südwärts, dann südwestwärts zu Tale – hier dann schon begleitet von einem besseren Waldweg – und nimmt nach etwa einem Kilometer auf 441 m einen ersten Zufluss von rechts von etwa 0,6 km Länge auf, der sich bergwärts recht kleinfiedrig verzweigt und die Westseite des Waldes entwässert. 300 Meter später folgt von links der 1,1 km lange Grenzbach, der im Osten in der Wiesenflur der Hochfläche am Rande der den Ferienpark Grafenhof passierenden Straße von Bühlerzell-Kammerstatt nach Adelmannsfelden (K 2627) seinen Anfang nimmt. An seinem Zufluss beginnt eine kurze Wiesenlichtung und der Bach wendet sich nach Südwesten.
Etwas über zwei Kilometer unterhalb seines Ursprungs erreicht der Uhlbach den Rand zur Wiesenflur, hier mündet von links entlang dem Waldrand zum Hanggewann Herzert der 1,3 km lange Stockwiesenbach; das Wiesengewann ist nach einer Wüstung am Rand der ab hier nun linksseits bis zum Bach reichenden Gemarkung Adelmannsfeldens benannt, von der in der Natur nichts mehr zu sehen ist. Hier quert auch die Straße K 2629 von Adelmannsfelden über dessen Weiler Haid nach Bühlerzell-Hochbronn und -Schönbronn das inzwischen etwa dreißig Meter in die umgebende Hochebene eingetiefte Tal. Hochbronn mit seinen vier oder fünf Gehöften sitzt gleich danach rechts auf einem von wenig Flurfläche umgebenen Geländehöcker, den die kleine Straße steil erklimmt.
Unterhalb wendet sich der hier nun in kleinen Mäandern fließende Bach mehr und mehr auf Westkurs, die Flur verengt sich auf die wiesenbedeckte Talaue, die nirgends mehr als hundert und zuweilen nur zwei Dutzend Meter breit ist. An ihrem rechten Rand läuft ein in der Mitte grasiger Feldweg, der Uhlbach selbst meist am linken. Zuletzt unterquert er die Talstraße L 1072 und mündet dann auf etwa 401 m ü. NHN weniger als zwei Kilometer aufwärts von Bühlerzell-Senzenberg an einer Nordwestspitze der Adelmannsfelder Gemarkung von rechts und Osten in die von Süden kommende obere Bühler.
Der Uhlbach mündet nach einem 4,2 km langen Lauf mit mittlerem Sohlgefälle von etwa 18 ‰ rund 74 Höhenmeter unterhalb seines Ursprungs.

### Einzugsgebiet
Der Uhlbach hat ein Einzugsgebiet von 4,9 km² Größe, naturräumlich gesehen liegt es im Unterraum Ellwanger Berge der Schwäbisch-Fränkischen Waldberge. Es ist zu mehr als drei Vierteln bewaldet. Politisch gehört es zu zwei Dritteln zur Gemeinde Bühlerzell im Landkreis Schwäbisch Hall, der restliche Teil im Süden zur Gemeinde Adelmannsfelden im Ostalbkreis. Es hat ungefähr die Gestalt eines Dreiecks. Sein Südwesteck liegt an der Mündung, das nördliche nahe einer Straßengabel an der Nordspitze des Schönbronner Holzes, das südöstliche nahe dem Buchenweiher zwischen Adelmannsfelden-Vorderwald und -Haid. Ganz im Osten erreicht es unweit von Adelmannsfelden-Mittelwald auf 495,1 m ü. NHN seine größte Höhe.
Im Nordwesten grenzt das Einzugsgebiet des tieferen Bühler-Zuflusses Gruppenbach an, von Nord bis Südost das der Blinden Rot, die zum oberen Kocher strebt, im Süden konkurriert der Krebsbach, der weniger als 0,3 km zuvor in die Bühler mündet.
Außer dem Weiler Hochbronn von Bühlerzell gibt es keine Ansiedlung im Tal. Der Bach entsteht in der Gemeinde Bühlerzell, ab dem Austritt in die Flur um Hochbronn ist der Uhlbach Gemeindegrenze zur Gemeinde Adelmannsfelden im Nachbarkreis am linken Ufer bzw. folgt dieser nahe.

### Zuflüsse und Seen
Liste der Zuflüsse und  Seen von der Quelle zur Mündung. Gewässerlänge, Seefläche, Einzugsgebiet und Höhe nach den entsprechenden Layern auf der Onlinekarte der LUBW. Andere Quellen für die Angaben sind vermerkt. Auswahl.
Ursprung des Uhlbachs auf etwa 475 m ü. NHN im südöstlichen Gemeindegebiet von Bühlerzell inmitten des Schönbronner Holzes zwischen Bühlerzell-Mangoldshausen im Westen und Bühlerzell-Röhmen im Osten am Zusammenlauf kurzer Rinnsale. Der Bach läuft zunächst südwestlich.
- (Waldbach), von rechts und Norden auf unter 445 m ü. NHN, 0,6 km und ca. 0,5 km². Entsteht auf etwa 465 m im westlichen Schönbronner Holz.
- Grenzbach, von links und Osten auf etwa 425 m ü. NHN am Beginn einer kleinen Wiesenlichtung, 1,1 km und ca. 0,6 km². Entsteht auf unter 480 m ü. NHN gegenüber dem Ferienpark Grafenhof an der Straße von Bühlerzell-Kammerstadt nach Adelmannsfelden (K 2627).
  -  Entwässert auf über 465 m ü. NHN nach Durchqueren des Golfplatzgeländes einen Teich am linken Ufer, unter 0,1 ha.
  -  Durchläuft auf etwa 460 m ü. NHN einen Weiher am Waldeintritt, unter 0,3 ha.
  -  Durchläuft auf etwa 455 m ü. NHN einen Teich neben einem Waldweg, unter 0,1 ha.
- Stockwiesenbach, von links und Osten auf etwa 425 m ü. NHN am Beginn der offenen Talflur östlich von Bühlerzell-Hochbronn unterm Hanggewann Herzert, unmittelbar vor der Brücke der Straße von Adelmannsfelden-Haid nach Hochbronn, 1,3 km und ca. 1,1 km². Entspringt auf etwa 455 m ü. NHN dem Stockwiesenbrunnen in der bewaldeten Quellmulde Stockwiesen. Auf den ersten 0,3 km bis zu deren Zentrum auf 448 m ü. NHN laufen einige Hang- und Klingenquellen zu.
Der Uhlbach fließt inzwischen westsüdwestlich.
- (Zufluss), von rechts und Nordwesten auf etwa 423 m ü. NHN zu Füßen des rechten Hangsporns, auf dem Hochbronn steht, ca. 0,4 km[LUBW 7] und unter 0,2 km².
  -  Durchfließt auf über 430 m ü. NHN einen Weiher unter den Häusern von Hochbronn, ca. 0,2 ha.[LUBW 8]
- Teich auf über 450 m ü. NHN rechts auf der Geländeterrasse von Hochbronn, weit unter 0,1 ha. Teils unscheinbarer Ablauf von etwa 0,3 km Länge[LUBW 7] zum nur 0,2 km entfernten Uhlbach teils durch eine baumbestandene Klinge.
- (Zufluss), von rechts und Nordwesten auf etwa 415 m ü. NHN aus einer Waldklinge, ca. 0,3 km[LUBW 7] und ca. 0,1 km². Der Uhlbach fließt anschließend westlich in einem schmalen Wiesenband zwischen Hangwäldern.

Mündung des Uhlbachs auf etwa 401 m ü. NHN etwa 0,5 nordöstlich des auf dem Randhügel gegenüber stehenden Bühlerzell-Spitzenberg von rechts und Osten in die Bühler. Der Uhlbach ist 4,2 km lang und hat ein 4,9 km großes Einzugsgebiet.

### Geologie
Der Lauf und das Einzugsgebiet des Uhlbachs liegen im oberen Mittelkeuper. Die Hochebene beidseits des Tales liegt im Stubensandstein (Löwenstein-Formation), der Bachursprung in dessen Übergangsbereich zu den darunter einsetzenden Oberen Bunten Mergeln (Mainhardt-Formation). Schon am Zulauf vom Grafenhof her hat sich der Bach durch diesen bis in den Kieselsandstein (Hassberge-Formation) eingeschnitten, der im Folgenden an den Hängen breit ausstreicht. Etwa ab Beginn des Westlaufs läuft der Bach unter diesem in Schichthöhe der Unteren Bunten Mergel (Steigerwald-Formation) und mündet auch so. Den Bach begleitet schon ab dem ersten rechten Zufluss ein holozänes Auensedimentband. Am Ostrand des Einzugsgebietes liegt in einer Schichtinsel von Terrassensedimenten um eine Kuppe zwischen Bühlerzell-Hinterwald und dem Golfplatz ein aufgelassener Sandbruch, der als Geotop ausgewiesen und geschützt ist.
Das Terrain ist auch anderswo vor allem am Oberlauf sehr sandig, man findet im Wald alte Bauerngruben. Feuchte Saukuhlen darin zeigen Mergelschichten mit tonreichem Boden an, der zuweilen kleine Quellhorizonte bildet.

## Natur und Schutzgebiete
Der Oberlauf des Uhlbachs bis zu seinem Waldaustritt ist sehr naturnah und bis zu zwei Meter breit. Klares Wasser fließt über einem teils metertief eingeschnittenen Bett mit sandigem bis kiesigem Sediment. Abschnittsweise schlängelt sich der Lauf und zeigt kleine Prall- und Gleithänge. Der nach Westen ziehende Unterlauf mäandriert in sehr engen Schlingen.
Das Wiesental im Hochbronn und die offene Aue des Unterlaufs liegen in Landschaftsschutzgebieten, der linksseitige Adelmannsfeldener Anteil daran im Landschaftsschutzgebiet Oberes Bühlertal und Umgebung, der fast nur rechtsseitige Bühlerzeller im Landschaftsschutzgebiet Oberes Bühlertal mit Nebentälern und angrenzenden Gebieten. Das Schönbronner Holz um den Ursprung und den obersten Lauf ist ein 1,9 km² großes Wasserschutzgebiet. Der Adelmannsfelder Einzugsgebietsanteil gehört zum Naturpark Schwäbisch-Fränkischer Wald.

### LUBW
Amtliche Online-Gewässerkarte mit passendem Ausschnitt und den hier benutzten Layern: Lauf und Einzugsgebiet des Uhlbachs

Allgemeiner Einstieg ohne Voreinstellungen und Layer: Daten- und Kartendienst der Landesanstalt für Umwelt Baden-Württemberg (LUBW) (Hinweise)
1. 1 2 3  Höhe nach dem Höhenlinienbild auf dem Hintergrundlayer Topographische Karte.
2. 1 2  Länge nach dem Layer Gewässernetz (AWGN).
3. 1 2  Einzugsgebiet nach dem Layer Basiseinzugsgebiet (AWGN).
4. ↑  Höhe nach schwarzer Beschriftung auf dem Hintergrundlayer Topographische Karte.
5. ↑  Seefläche nach dem Layer Stehende Gewässer.
6. ↑  Einzugsgebiet abgemessen auf dem Hintergrundlayer Topographische Karte.
7. 1 2 3  Länge abgemessen auf dem Hintergrundlayer Topographische Karte.
8. ↑  Seefläche abgemessen auf dem Hintergrundlayer Topographische Karte.
9. ↑  Geotop nach dem einschlägigen Layer.
10. ↑  Schutzgebiete nach den einschlägigen Layern, Natur teilweise nach dem Layer Biotop.

### Andere Belege
1. ↑  Modellierte Werte nach Abfluss-BW Gewässerknoten MQ/MNQ
2. ↑  Hansjörg Dongus: Geographische Landesaufnahme: Die naturräumlichen Einheiten auf Blatt 171 Göppingen. Bundesanstalt für Landeskunde, Bad Godesberg 1961. → Online-Karte (PDF; 4,3 MB)
3. ↑  Geologie nach den Layern zu Geologische Karte 1:50.000 auf: Mapserver des Landesamtes für Geologie, Rohstoffe und Bergbau (LGRB) (Hinweise)
4. ↑  Anstehendes Gestein teils nach Augenschein.